# 楊統 (仇池)
楊統（?—?），氐人，為仇池（今中國甘肅南一帶）首領之一。
他是上任首領楊世之弟，368年被東晉授為武都太守。楊世在370年去世，《魏書》稱楊統廢世子楊纂自立，纂聚黨襲殺統。《資治通鑑》稱楊纂繼楊世立，楊統欲爭奪首領之位，起兵相攻；371年前秦出兵攻仇池，楊統以武都之眾降秦。
| 前任： 楊世 | 仇池首領 370年（有爭議） | 繼任： 楊纂 |